# Шаммиллон
Шаммилло́н (фр. Champmillon) — коммуна во Франции, находится в регионе Пуату — Шаранта. Департамент — Шаранта. Входит в состав кантона Йерсак. Округ коммуны — Ангулем.
Код INSEE коммуны — 16077.
Коммуна расположена приблизительно в 400 км к юго-западу от Парижа, в 110 км южнее Пуатье, в 13 км к западу от Ангулема.

## Население
Население коммуны на 2008 год составляло 526 человек.
| 1962 | 1968 | 1975 | 1982 | 1990 | 1999 | 2008 |
| ---- | ---- | ---- | ---- | ---- | ---- | ---- |
| 320  | 302  | 346  | 358  | 449  | 490  | 526  |

## Администрация
| Период | Период | Фамилия       | Партия | Примечания                  |
| ------ | ------ | ------------- | ------ | --------------------------- |
| 1994   | 1995   | Клод Гразилье |        |                             |
| 1995   | 2008   | Тереза Савари |        |                             |
| 2008   |        | Бернар Поплар |        | учитель истории и географии |

## Экономика
В 2007 году среди 365 человек в трудоспособном возрасте (15—64 лет) 294 были экономически активными, 71 — неактивными (показатель активности — 80,5 %, в 1999 году было 68,9 %). Из 294 активных работали 264 человека (139 мужчин и 125 женщин), безработных было 30 (12 мужчин и 18 женщин). Среди 71 неактивных 35 человек были учениками или студентами, 18 — пенсионерами, 18 были неактивными по другим причинам.

## Достопримечательности
- Приходская церковь Сен-Венсан (XII век). Исторический памятник с 1904 года[3]
- Замок Шапель (XVII век), является центром виноделия. Исторический памятник с 1976 года[4]

## Фотогалерея

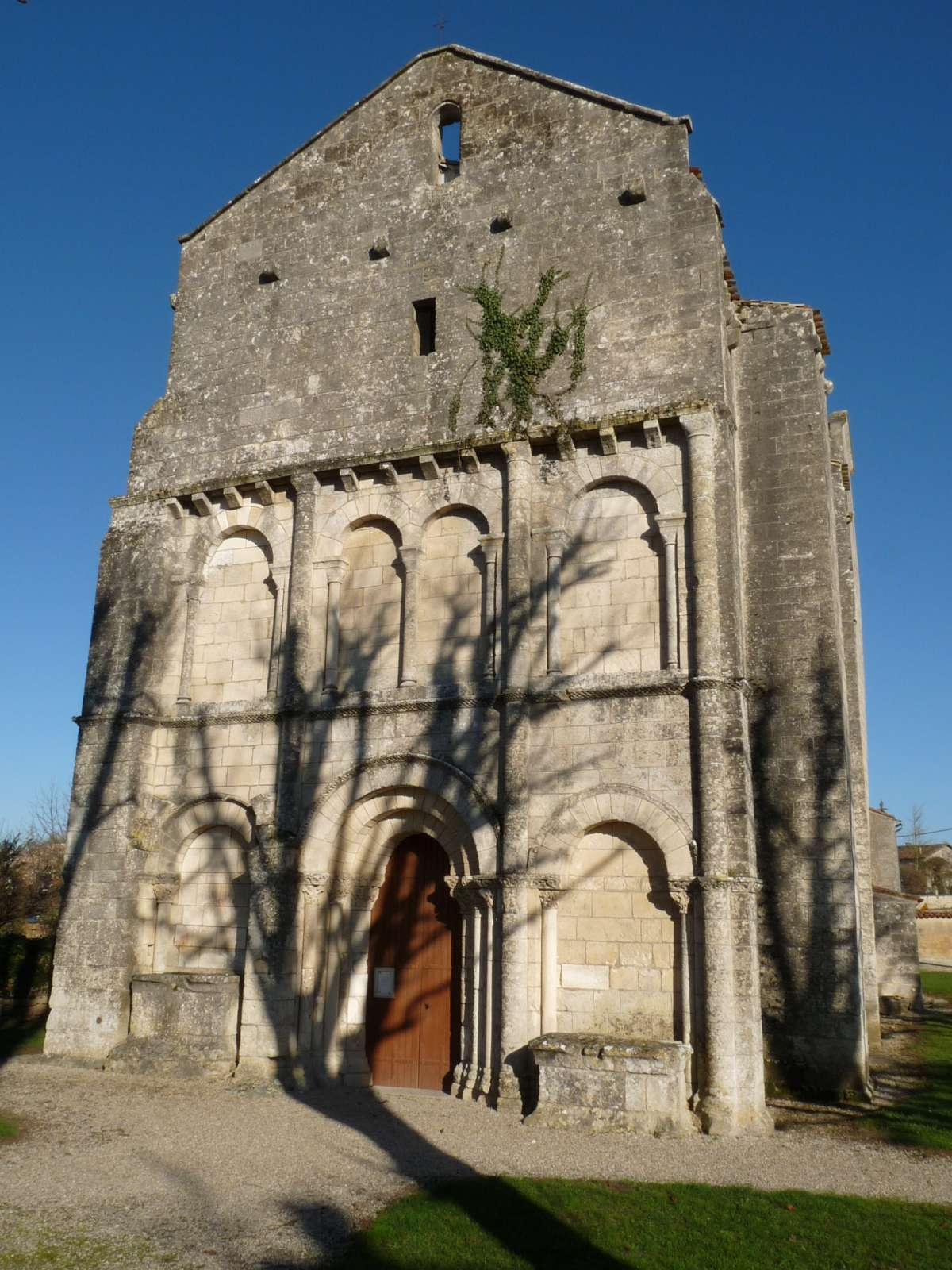
Церковь Сен-Венсан
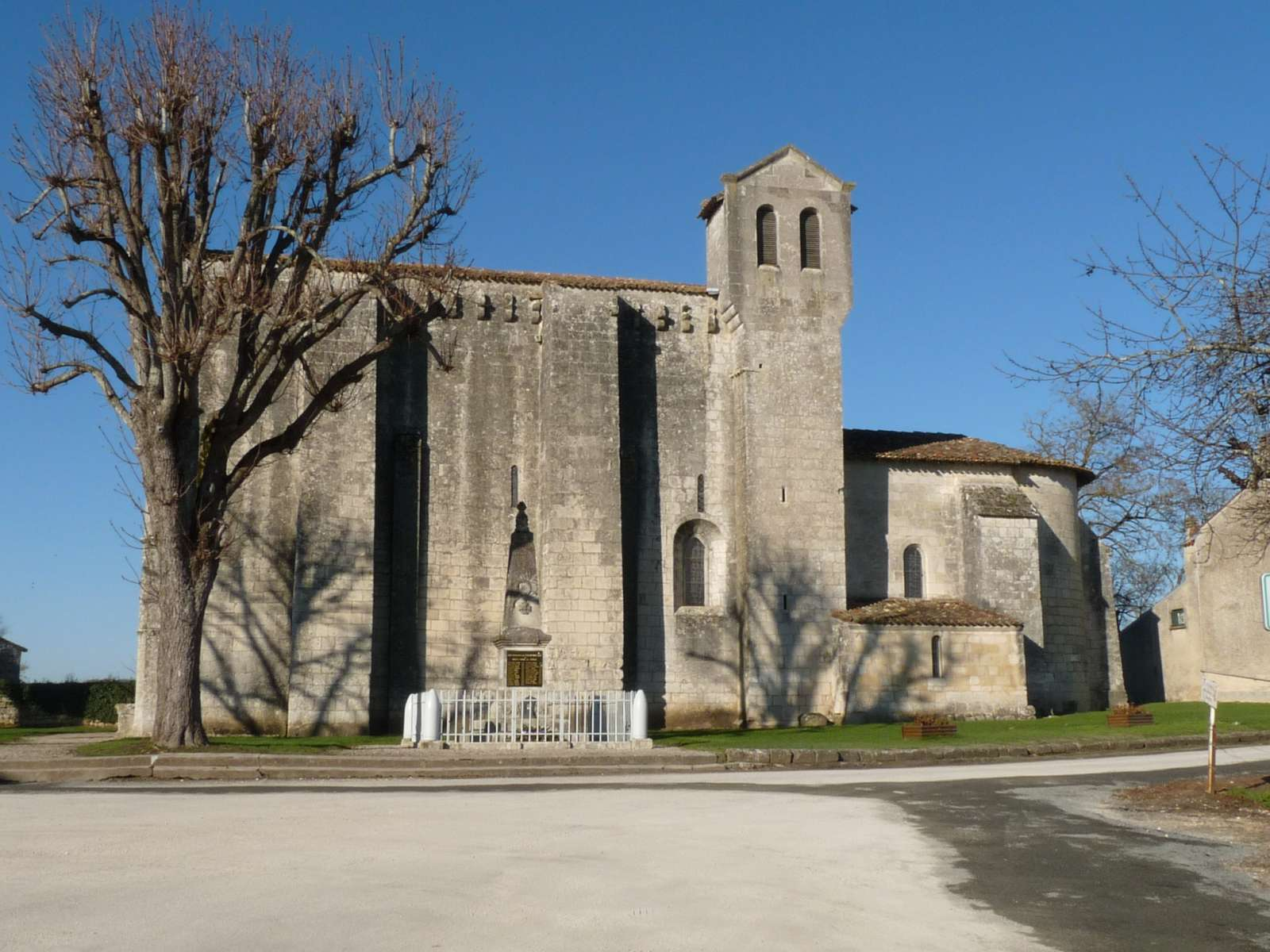
Церковь Сен-Венсан
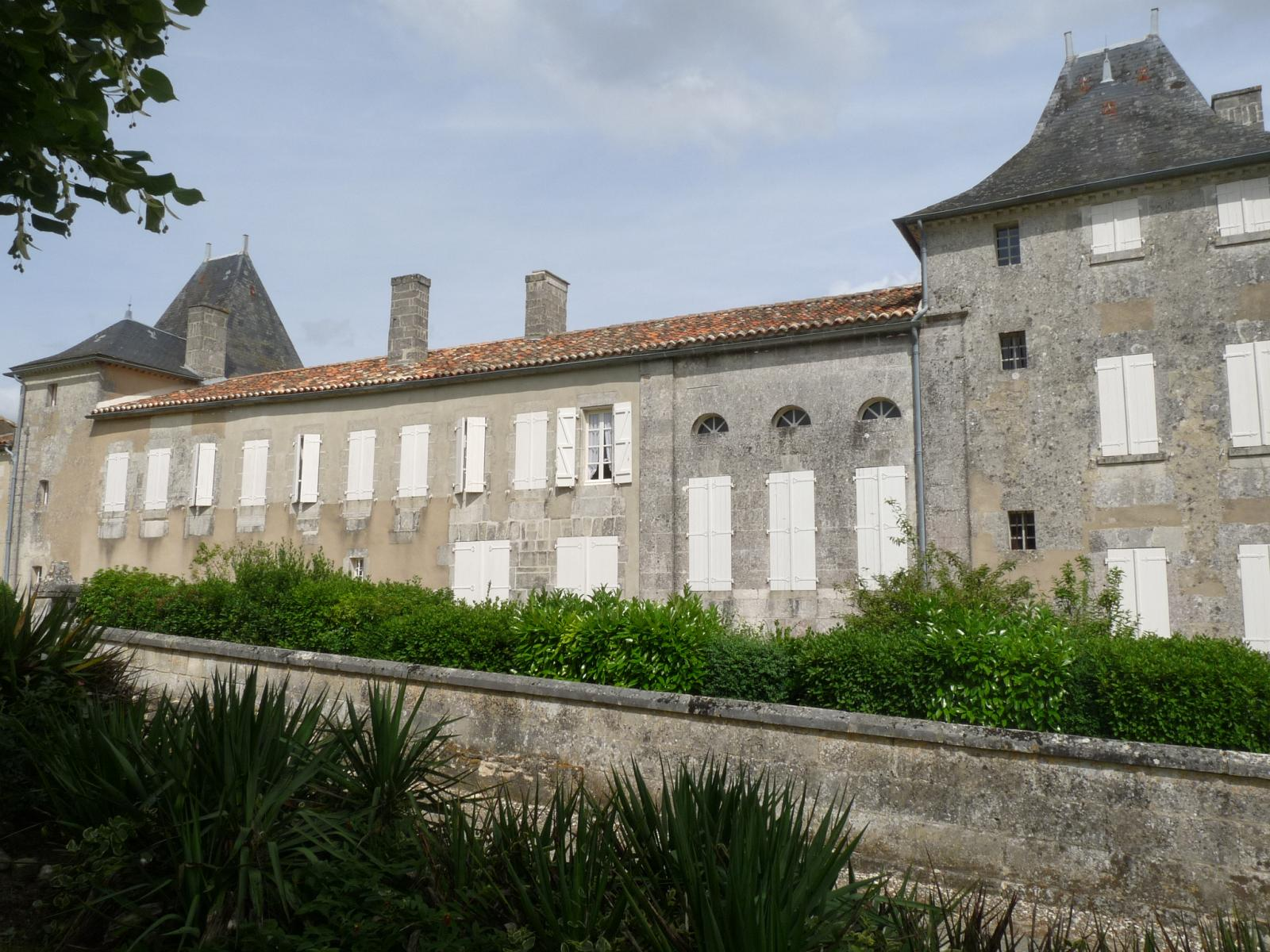
Замок Шапель
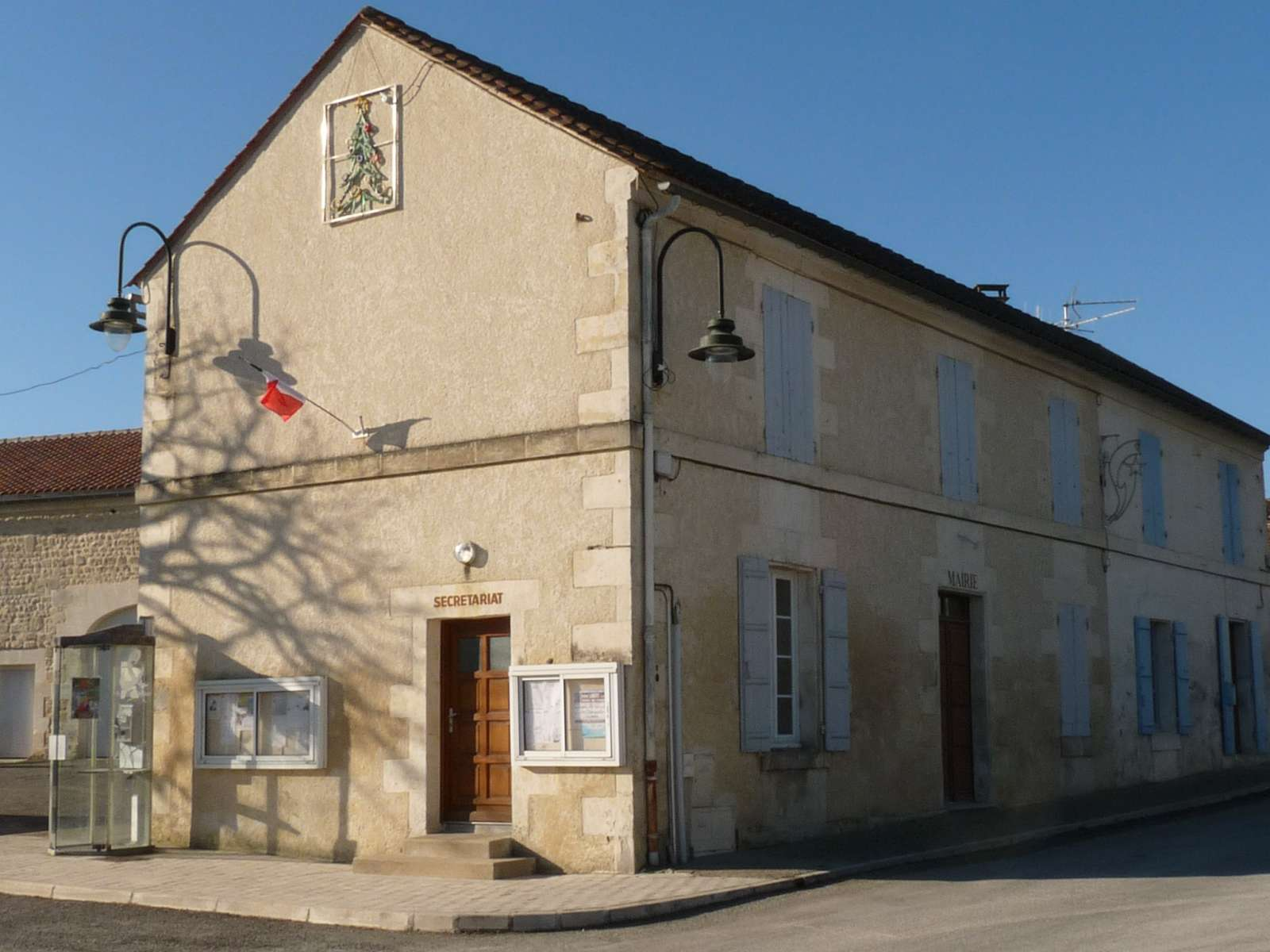
Часовня